# 加拿大西部沉积盆地

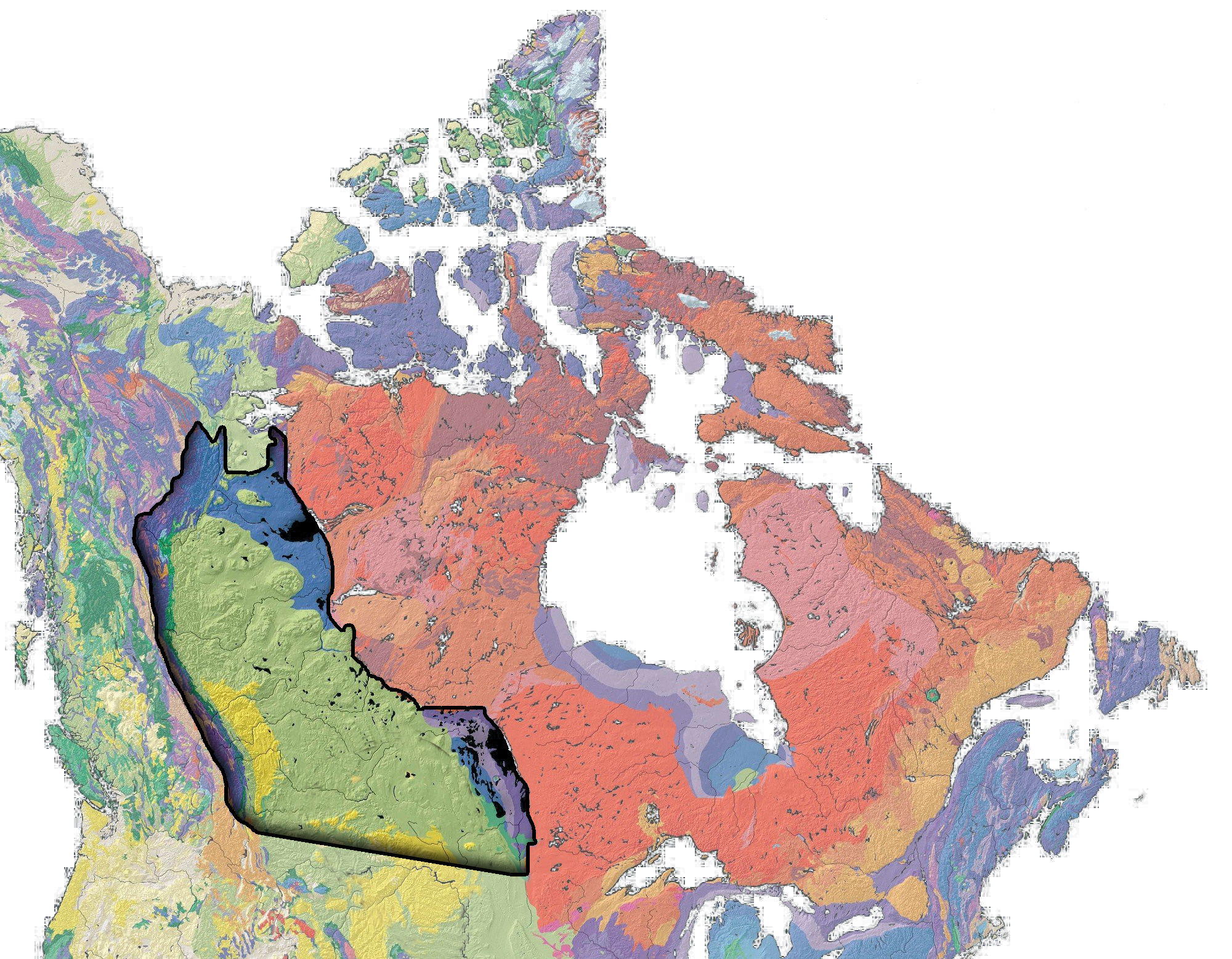
加拿大西部沉积盆地

加拿大西部沉积盆地是一个位於加拿大西部的巨大沉積盆地，範圍包括曼尼托巴省西南部、薩斯喀徹溫省南部、艾伯塔省、不列颠哥伦比亚省东北部和西北地区的西南角。加拿大西部沉积盆地擁有世界上最大的石油和天然气储量之一，北美的大部分石油和天然氣來自於此。2000年，加拿大西部沉积盆地每天的天然气产量超过450,000,000立方米。它还拥有巨大的煤炭储量。在加拿大西部沉积盆地所包涵的的各省和地区中，艾伯塔省的石油和天然气储量最多，且加拿大西部沉积盆地几乎所有的油砂均位於艾伯塔省。